# Partit Estatunidenc de la Llibertat
El Partit Estatunidenc de la Llibertat (originalment en anglès, American Freedom Party) fou fundat l'any 2010. És un partit supremacista blanc i d'ideologia neo-nazi tot i que es qualifiquen ells mateixos com "nacionalistes blancs". Van aconseguir presentar-se a les eleccions a Governador a Virgínia de l'Oest i a la cambra baixa; la Cambra de Delegats del mateix estat els anys 2011 i 2012 respectivament. L'any 2012 es van presentar-se a les eleccions presidencials estatunidenques amb el candidat Merlin Miller obtenint 2.703 vots.